# 구르는 돌처럼
"구르는 돌처럼"은 2018년에 제작한 대한민국의 영화이다.

## 캐스팅
- 남정호
- 고다운

## 수상 기록
- 제20회 서울국제여성영화제(2018) 한국장편경쟁 - 작품상(박소현)
- 제15회 EBS 국제다큐영화제(2018) 시청자상 / 관객상(박소현)
- 제2회 서울무용영화제(2018) 심사위원특별상(박소현)
- 제14회 인천여성영화제(2018) 폐막작
- 제25회 대만국제여성영화제(2018) 초청상영작
- 제4회 대구청년영화제(2018) 초청상영작
- 제19회 제주여성영화제(2018) 초청상영작
- 제9회 광주여성영화제(2018) 초청상영작
- 제1회 광주청소년영화제(2019) 폐막작
- 2018 인디스페이스 개관 11주년 기획전 '독립영화 여성감독전' 초청상영
- 2019 독립영화반짝반짝전(2019) 초청상영